# Tipiti

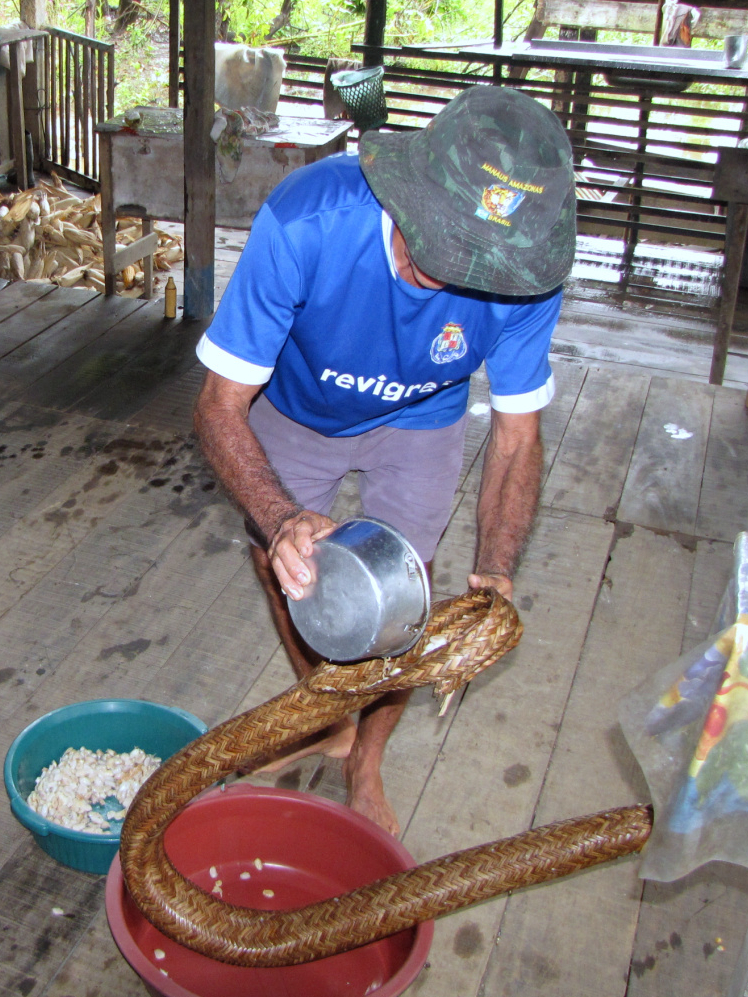
Tipiti

Tipiti é uma espécie de prensa ou espremedor de palha trançada usado para escorrer e secar raízes, normalmente mandioca. O objeto é utilizado principalmente por povos indígenas e ribeirinhos do Brasil, especialmente da região amazônica. Seu uso é polivalente, pois além de prover o extrato básico para produção de farinha de mandioca (manibat), ainda extrai o sumo da mandioca, o tucupi.
Quando os europeus chegaram ao Novo Mundo, os povos nativos utilizavam a mandioca como alimento já há séculos. Ela era preparada de inúmeras maneiras, inclusive como bebida, chamada caium, e na maioria dos casos precisava ser descascada, ralada e espremida para liberar seu sumo. Algumas comunidades a espremiam de outras formas, enquanto outras desenvolveram utensílios, como o tipiti, para facilitar o trabalho

## O uso do tipiti pelos nativos do Novo Mundo
O tipiti é mencionado no livro de Hans Staden, publicado em 1557. O objeto foi mencionado como parte do cotidiano tupinambá, da aldeia de Ubatuba.
Alguns povos indígenas não conheciam o tipiti, como os Parakanã, do Pará. Faziam a farinha cortando a mandioca, cozendo-a e espremendo-a em uma esteira para remover a parte líquida. As bolas de mandioca eram secas em um jirau, desfeitas, peneiradas e torradas
Para extrair o suco da mandioca ralada e com isso remover o ácido cianídrico nele contido, índios menos desenvolvidos espremiam a massa com a mão.  Outros usavam um tipo de prensa, chamada de tipiti, consistindo de um tubo flexível de fibras que era operado sob torsão pelas mãos.

Os Maués da Amazônia usavam o tipiti feito de talas da palmeira jacitara para espremer massa de mandioca ou polpa de frutos. O tipiti mais avançado, o tipiti de peso, recebia a mandioca ralada em seu interior e era esticado com auxílio de pesos. Na prensagem da massa da mandioca escorria um líquido que continha uma substância venenosa, o ácido cianídrico, e era chamado maniaca. Quando ele era fervido, recebia o nome de tucupi.  Se líquido que escorria da massa prensada da mandioca fosse deixado em descanso, decantava um pó fino no fundo do recipiente. Este pó era removido e lavado em água limpa várias vezes, tornando-se o polvilho.

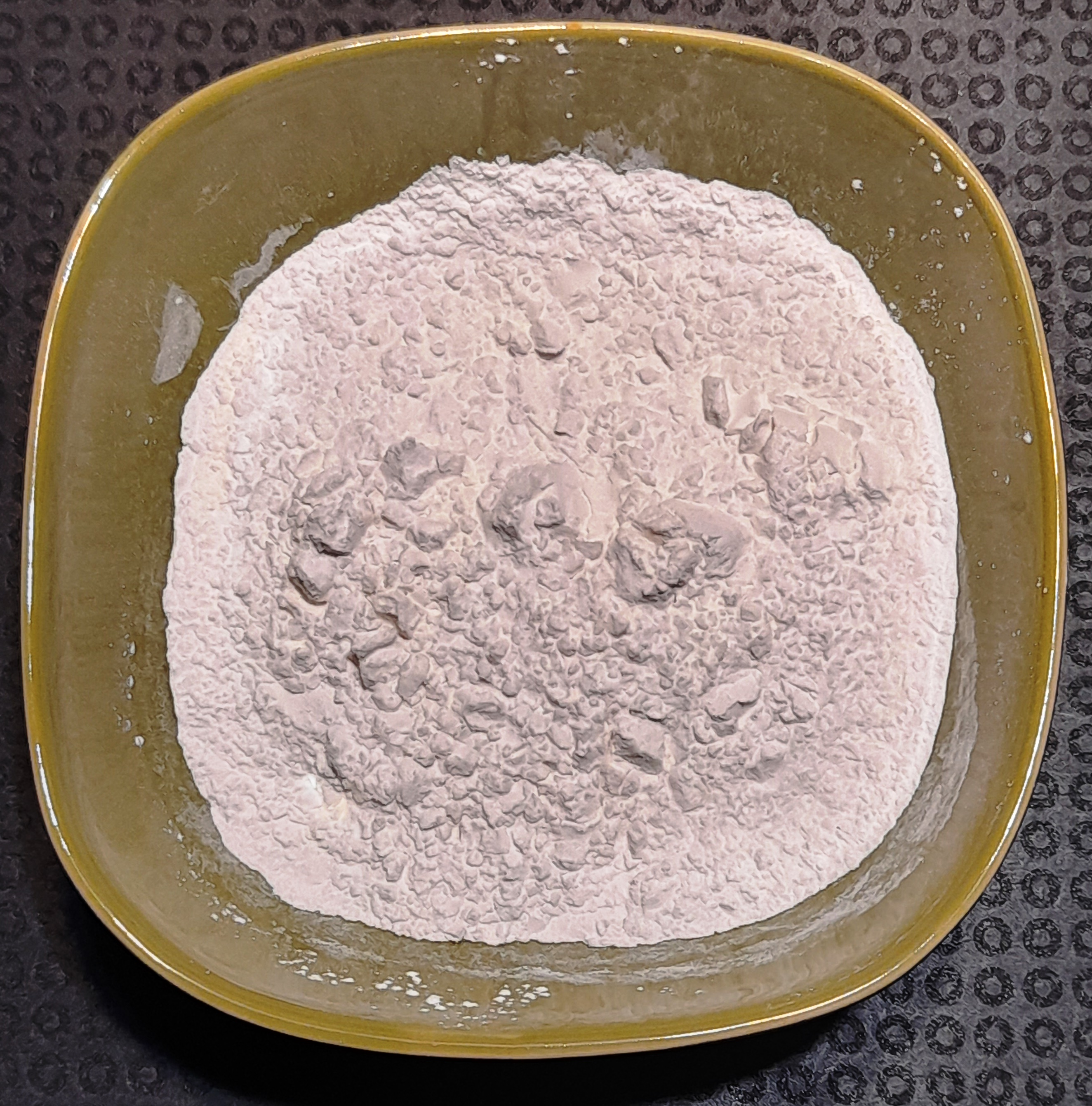
O polvilho é derivado da massa de mandioca prensada, no caso no tipiti, e deixada em descanso.